# Danakilia dinicolai
Danakilia dinicolai – gatunek słodkowodnej ryby z rodziny pielęgnicowatych (Cichlidae). Jest endemitem małego jeziora Abaeded położonego około 30 m poniżej poziomu morza, na obszarze Kotliny Danakilskiej w Erytrei. Od drugiego w rodzaju Danakilia D. franchettii różni się długością płetw piersiowych, mocniejszymi i mniej licznymi przednimi zębami, dłuższą żuchwą, pokrytą w tylnej części drobnymi i gęściej ułożonymi zębami. Obydwa gatunki różnią się też niektórymi proporcjami ciała.
Danakilia dinicolai została odłowiona w gorącym, silnie zasolonym jeziorze, którego woda ma odczyn pH 7,5. Epitet gatunkowy honoruje członka jednej z wypraw, Ernesto Di Nicola, który zginął w wypadku samochodowym w 2001 podczas powrotu z wyprawy nad jezioro Abaeded.